# Renato Piau de Sa
Renato Piau de Sa (nacido el 19 de diciembre de 1992) es un futbolista brasileño que se desempeña como delantero.
Jugó para clubes como el Ventforet Kofu.

## Trayectoria

### Clubes
| Club           | País  | Año  |
| -------------- | ----- | ---- |
| Ventforet Kofu | Japón | 2012 |

## Estadística de carrera

### J. League
| Club           | Año   | J. League | J. League | Copa J. League | Copa J. League | Total | Total |
| Club           | Año   | Part.     | Goles     | Part.          | Goles          | Part. | Goles |
| -------------- | ----- | --------- | --------- | -------------- | -------------- | ----- | ----- |
| Ventforet Kofu | 2012  | 3         | 0         | -              | -              | 3     | 0     |
| Total          | Total | 3         | 0         | 0              | 0              | 3     | 0     |